# 마치다군의 세계 (영화)
《마치다군의 세계》(일본어: 町田くんの世界)는 2019년 6월에 개봉한 일본의 로맨스 영화이다.. 이시이 유야가 감독과 각본을 맡았으며 가타오카 쇼 또한 공동 각본으로 참여하였다. 일본은 2019년 6월 7일에 대한민국은 2020년 11월 12일에 개봉되었다.

## 출연진
- 호소다 카나타 - 마치다 하지메 역
- 세키미즈 나기사 - 이노하라 나나 역
- 마에다 아츠코 - 사카에 리나 역
- 타카하타 미츠키 - 타카시마 사쿠라 역
- 이와타 타카노리 - 히무로 유 역
- 나가노 타이가 - 니시노 료타 역
- 이케마츠 소스케 - 요시타카 요헤이 역
- 토다 에리카 - 요시타카 아오이 역
- 사토 코이치 - 히노 역
- 키타무라 유키야 - 마치다 아유타 역
- 마츠시마 나나코 - 마치다 모모카 역

## 수상
- 2019년 제23회 판타지아 영화제 장편 영화